# Nakkach Osman
Nakkach Osman (Nakkaş Osman) ou Maître Osman est un peintre enlumineur dont l'activité est attestée entre 1560 et 1592 à Istanbul. Il est le chef de l'atelier impérial de peinture et influence considérablement la miniature ottomane de son époque.

## Éléments biographiques et stylistiques
Très peu d'informations sont connues sur la vie d'Osman. Il est sans doute à la tête de l'atelier impérial de peinture (« Nakkas-hane ») pendant la seconde partie du XVIe siècle, et plus précisément pendant les règnes de Sélim II (1566-1574) et Mourad III (1574-1595). Plusieurs témoignages de contemporains signalent qu'il était réputé auprès des autres artistes et des commanditaires. Il est ainsi loué pour ses qualités de peintre sans égales par Lokmans, l'historiographe officiel du sultan et l'auteur d'un des derniers livres qu'il a illustré, en 1581. Son style est marqué par des représentations d'un grand réalisme et un sens de la composition. Il a durablement influencé plusieurs générations de miniaturistes après lui. 

## Œuvres attribuées

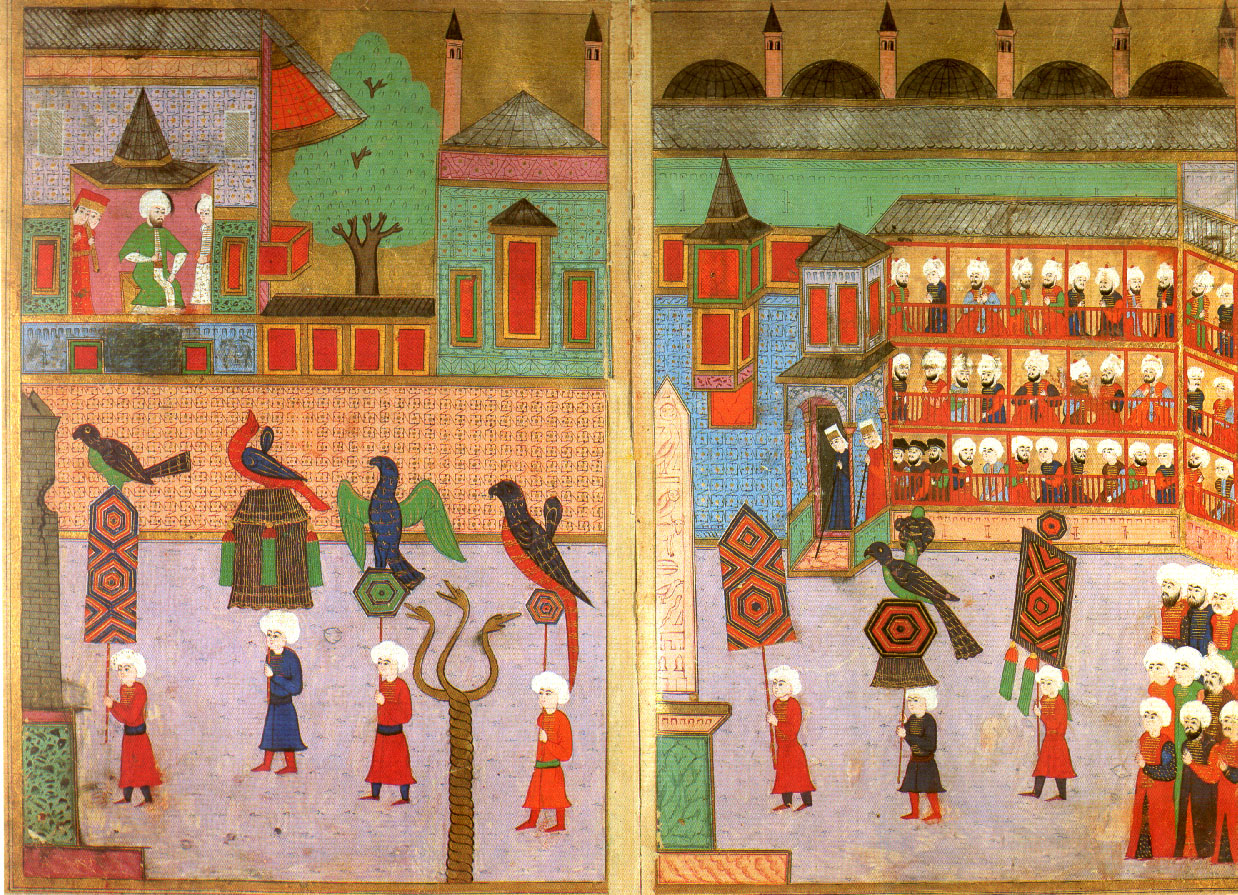
Surname de Mourad III, parade des fabricants de draps de bain, f.338v-339.

Aucune œuvre n'est signée de la main d'Osman, elles sont toutes attribuées sur des critères de style. Il a collaboré à plusieurs reprises avec Lokmans, auteurs de textes historiques racontant l'histoire des sultans ottomans. 
- Manuscrit du Shâh Nâmeh, vers 1560-1570, Palais de Topkapi, Hazine 1116
- Chronique du siège de Sziget (« Nuzhat al-asrar al-akhbar dar safar-i Sigitvar »), vers 1568-1569, Topkapi, H.1339
- Hünername (Livre des gestes), 2 volumes, vers 1584-1589, Topkapi, H.1523-1524
- Shâh Nâmeh de Sélim II, 44 miniatures, achevé en janvier 1581, Topkapi A.3595
- Sürname (Livre des fêtes) de Mourad III, écrit en l'honneur de la circoncision de son fils, vers 1582, Topkapi, H.1344
- Shah in Shâh Nâmeh (Livre du roi des rois), vers 1592, achevé après sa disparition vers 1595-1597, Topkapi, B.200

## Postérité
Orhan Pamuk fait de Maître Osman un des personnages principaux de son livre Mon nom est Rouge qui se déroule dans le milieu des miniaturistes de l'atelier du sultan. 